# Massaua
Massaua (także: Massawa, Mitsiwa) – port morski nad Morzem Czerwonym, znajdujący się w Erytrei. Położony jest na dwóch wyspach i stałym lądzie, połączonych ze sobą groblami. Massaua jest stolicą prowincji Semien Kej Bahri oraz czwartym co do wielkości miastem w kraju. Miasto przez wiele wieków należało do Etiopczyków, Egipcjan, Turków osmańskich, Włochów i Brytyjczyków.

## Atrakcje
Jest bazą wypadową na rafy koralowe wokoło Archipelagu Dahlak. Na turystów czeka, położona na północy, dzika plaża Gurgusum.

## Gospodarka
Gospodarkę Massauy kształtuje głównie port, chociaż działa tutaj również Port lotniczy Massawa oraz pochodząca z czasów kolonii włoskiej kolej do Asmary. W mieście pozyskuje się sól.